# Chalmazel
Chalmazel este o comună în departamentul Loire din sud-estul Franței. În 2009 avea o populație de 421 de locuitori.

## Evoluția populației
| An        | 1975 | 1982 | 1990 | 1999 | 2006 | 2009 |
| --------- | ---- | ---- | ---- | ---- | ---- | ---- |
| Populație | 743  | 670  | 597  | 485  | 469  | 421  |